# Cymatoderma infundibuliforme
Cymatoderma infundibuliforme är en svampart som först beskrevs av Johann Friedrich Klotzsch, och fick sitt nu gällande namn av Boidin 1959. Cymatoderma infundibuliforme ingår i släktet Cymatoderma och familjen Meruliaceae.   Inga underarter finns listade i Catalogue of Life.